# ریت ایم اینکرایس
شهر رید ایم اینکرایس (به آلمانی: Ried im Innkreis) در استان  اوبراسترایش با جمعیت  ۱۱٬۵۸۵  نفر در کشور اتریش واقع شده‌است.